# Rudas Ferenc
Rudas Ferenc, született Ruck (Budapest, 1921. július 6. – Budapest, 2016. február 11.) válogatott labdarúgó, edző, sportvezető. Édesapja Ruck Ferenc a Nemzeti FC labdarúgója volt. 1945-ben Polgár Gyulától vette át az Üllői úti Fradi vendéglő működtetését, amely az 1952-es államosításig Rudas vendéglő néven üzemelt. Gyetvai László 2013. augusztus 28-i halála óta a legidősebb válogatott labdarúgó volt.

## Pályafutása

### A Ferencváros csapatában
1941. november 23-án mutatkozott be a Ferencváros első csapatában az Üllői úton, a Salgótarján ellen. 6-0-s győzelemmel. A II. világháború alatt háromszor nyertek Magyar Kupát, a bajnokságban egyszer másodikak, egyszer harmadikak lettek. 1942 és 1945 között katonai szolgálatot is teljesített, zászlósként.
A világháború utáni első, tavaszi bajnoki idényben ezüstérmesek lettek. Legjobb eredményét a csapattal 1948-49-es bajnoki címmel érte el, melynek csapatkapitánya is volt. A bajnokcsapatnak olyan kiválóságai voltak, mint Henni Géza, Csanádi Árpád, Lakat Károly, Budai László, Kocsis Sándor, Deák Ferenc, Mészáros József és Czibor Zoltán. A következő idényben ezüstérmesek lettek. 1950. március 19-én a Postás elleni mérkőzésen súlyos lábtörést szenvedett és régi formáját már nem nyerte vissza ezt követően. 1950 nyarán politikai nyomásra öt meghatározó játékos távozott a Fraditól (Kocsis, Budai, Czibor, Deák, Henni). Rudas Ferenc igazi fradistaként hű maradt az újonnan alakult csapathoz, az ÉDOSZ és a Kinizsi mezt is kénytelen volt viselni. 1954-ben a bronzérmes csapat tagjaként hagyta abba az aktív labdarúgást. A Fradiban összesen 363 mérkőzésen szerepelt (276 bajnoki, 50 nemzetközi, 27 hazai díjmérkőzés) és 35 gólt szerzett (25 bajnoki, 10 egyéb).

### A válogatottban
1943 és 1949 között 23 alkalommal szerepelt a válogatottban és 3 gólt szerzett.

### Edzőként
1954 és 1961 között edzőként is dolgozott az Egyetértés, a Láng SK és a Budafoki MTE csapatánál.
1976 és 1979 között az MLSZ Fegyelmi Bizottságának tagja. 1989-től éveken át a Ferencváros labdarúgó-szakosztályának elnökségi tagja volt.

## Sikerei, díjai
- Magyar bajnokság
  - bajnok: 1948-1949
  - 2.: 1943-1944, 1945-tavasz, 1949-1950
  - 3.: 1942-1943, 1947-1948, 1954
- Magyar Kupa
  - győztes: 1942, 1943, 1944
- Az év labdarúgója: 1946
- az FTC örökös bajnoka: 1974
- A Magyar Köztársasági Érdemrend lovagkeresztje (2011)
- Magyar Fair Play díj, életmű kategória (2012)[4]
- Budapest díszpolgára (2015)[5]

## Statisztika

### Mérkőzései a válogatottban
| Magyarország | Magyarország         | Magyarország                | Magyarország  | Magyarország | Magyarország  | Magyarország | Magyarország | Magyarország   |
| #            | Dátum                | Helyszín                    | Hazai         | Eredmény     | Vendég        | Kiírás       | Gólok        | Esemény        |
| ------------ | -------------------- | --------------------------- | ------------- | ------------ | ------------- | ------------ | ------------ | -------------- |
| 1.           | 1943. június 6.      | Szófia, Junak Stadion       | Bulgária      | 2 – 4        | Magyarország  | barátságos   | -            |                |
| 2.           | 1943. szeptember 12. | Stockholm                   | Svédország    | 2 – 3        | Magyarország  | barátságos   | -            |                |
| 3.           | 1943. szeptember 15. | Helsinki                    | Finnország    | 0 – 3        | Magyarország  | barátságos   | -            |                |
| 4.           | 1945. augusztus 19.  | Budapest, Üllői úti pálya   | Magyarország  | 2 – 0        | Ausztria      | barátságos   | 1            | 18' (11-esből) |
| 5.           | 1945. szeptember 30. | Budapest, Üllői úti pálya   | Magyarország  | 7 – 2        | Románia       | barátságos   | 1            | 32' (11-esből) |
| 6.           | 1946. október 6.     | Budapest. Üllői úti stadion | Magyarország  | 2 – 0        | Ausztria      | barátságos   | -            |                |
| 7.           | 1946. október 30.    | Esch-sur-Alzette            | Luxemburg     | 2 – 7        | Magyarország  | barátságos   | -            |                |
| 8.           | 1947. május 4.       | Budapest. Üllői úti stadion | Magyarország  | 5 – 2        | Ausztria      | barátságos   | -            |                |
| 9.           | 1947. május 11.      | Torino, Stadio Comunale     | Olaszország   | 3 – 2        | Magyarország  | barátságos   | -            |                |
| 10.          | 1947. október 12.    | Bukarest                    | Románia       | 0 – 3        | Magyarország  | Balkán-kupa  | -            |                |
| 11.          | 1948. április 22.    | Budapest, Üllői úti stadion | Magyarország  | 7 – 4        | Svájc         | Európa-kupa  | -            |                |
| 12.          | 1948. május 2.       | Bécs, Práter stadion        | Ausztria      | 3 – 2        | Magyarország  | Európa-kupa  | -            |                |
| 13.          | 1948. május 23.      | Budapest, Üllői úti stadion | Magyarország  | 2 – 1        | Csehszlovákia | Európa-kupa  | -            |                |
| 14.          | 1948. június 6.      | Újpest, Megyeri úti stadion | Magyarország  | 9 – 0        | Románia       | Balkán-kupa  | -            |                |
| 15.          | 1948. szeptember 19. | Varsó                       | Lengyelország | 2 – 6        | Magyarország  | Balkán-kupa  | -            |                |
| 16.          | 1948. október 3.     | Újpest, Megyeri úti stadion | Magyarország  | 2 – 1        | Ausztria      | barátságos   | -            | 47'            |
| 17.          | 1949. április 10.    | Prága                       | Csehszlovákia | 5 – 2        | Magyarország  | Európa-kupa  | -            |                |
| 18.          | 1949. május 8.       | Újpest, Megyeri úti stadion | Magyarország  | 6 – 1        | Ausztria      | Európa-kupa  | -            |                |
| 19.          | 1949. június 12.     | Újpest, Megyeri úti stadion | Magyarország  | 1 – 1        | Olaszország   | Európa-kupa  | -            |                |
| 20.          | 1949. június 19.     | Stockholm, Råsunda Stadion  | Svédország    | 2 – 2        | Magyarország  | barátságos   | -            |                |
| 21.          | 1949. október 16.    | Bécs, Práter stadion        | Ausztria      | 3 – 4        | Magyarország  | barátságos   | -            |                |
| 22.          | 1949. október 30.    | Újpest, Megyeri úti stadion | Magyarország  | 5 – 0        | Bulgária      | barátságos   | 1            | 67' 82'        |
| 23.          | 1949. november 20.   | Újpest, Megyeri úti stadion | Magyarország  | 5 – 0        | Svédország    | barátságos   | -            |                |
|              | Összesen             |                             |               | 23           | mérkőzés      |              | 3            | gól            |